# Artume
Artume(s), Aritimi of Artames is een figuur uit de Etruskische mythologie. Zij is de godin van de nacht, de maan en de dood. Andere domeinen waarover Artume beschikt, zijn de natuur, de bossen en de vruchtbaarheid. Artume is de Etruskische equivalent van de Griekse Artemis en de Romeinse Diana. Artume is de dochter van Letun en de zus van Apulu. Ze wordt beschouwd als de stichtster van de Etruskische stad Aritie, het hedendaagse Arezzo.
Op Etruskische kunstvoorwerpen behoudt ze meestal haar Griekse uiterlijk. Enkele van haar attributen zijn vleugels en twee wilde dieren of vogels in haar handen. Zoals gebruikelijk is in Italië, wordt Artume in de Etruskische kunst vaak met wolven afgebeeld (waar Artemis in Griekenland eerder met leeuwen of panters verschijnt).
Net als haar attributen is Artume van Griekse oorsprong. De vorm Artames komt uit het Dorische dialect (Ἄρταμις Ártamis), terwijl de vorm Aritimi Ionisch (Ἄρτεμις Ártemis) is.
Aplu · 
Artume · 
Calu · 
Charun · 
Fufluns · 
Hercle · 
Laran · 
Lasa · 
Mean · 
Menrva · 
Nethuns · 
Phersipnei · 
Satre · 
Sethlans · 
Thalna · 
Tinia · 
Turms · 
Uni ·
Vanth